# Маклсфилд (канал)
Маклсфилд (англ. Macclesfield Canal) — искусственный водный путь на востоке Чешира, Англия. Канал был открыт в 1831 году и имеет длину 44,2 км.

## История
С 1765 года поступали разные предложения о строительстве канала, соединяющего город Макклсфилд с национальной сетью каналов, но это удалось сделать только в 1824 году. К тому времени уже были высказывались предположения, что железная дорога была бы лучше, но сформированный комитет выбрал канал, и инженер Томас Телфорд одобрил это решение. Хотя строительством руководил Уильям Кросли, канал построен в типичном для Телфорда стиле.

## Описание
Все 12 шлюзов сосредоточены на одном участке в Босли. Канал начинается от разветвления с каналом Пик-Форест в Марпл на севере, далее идёт преимущественно в южном направлении, через города Макклсфилд и Конглтон, и в конце соединяется с ветвью Холл-Грин канала Трент — Мерси. На перекрестке есть стоп-шлюз, который опускает уровень на 30 см, и ветка проходит ещё 2,4 км до Хардингс-Вуд-Джанкшн, где она соединяется с главной линией Трента и Мерси. Эта короткая ветвь обычно считается частью канала Макклсфилд в современной литературе.
Канал входит в Чеширское канальное кольцо.